# Sorry (Madonna)
Sorry è una canzone della cantautrice statunitense Madonna del 2006. È il secondo singolo estratto dall'album Confessions on a Dance Floor. Scritto e prodotto dalla stessa Madonna insieme a Stuart Price, Sorry ha attraversato diverse forme prima di approdare alla versione definitiva. Ha riscosso un ottimo successo nelle classifiche mondiali arrivando alla posizione numero uno in Italia, Spagna e Regno Unito, divenendo la dodicesima numero uno di Madonna in quest'ultimo. Anche nella classifica d'Europa ha raggiunto la prima posizione; è uno dei singoli di maggior successo di Madonna.

## Descrizione
Il brano dalle sonorità dance-pop è stato scritto e prodotto da Madonna e Stuart Price.
Per la sua realizzazione è stato utilizzato un campionamento del brano di successo dei The Jackson 5 Can You Feel It del 1981.
All'inizio e durante la canzone la popstar recita in dieci lingue diverse la parola "Sorry", nell'ordine che segue:
- francese: Je suis desolée ("Mi dispiace")
- spagnolo: Lo siento ("Mi dispiace")
- olandese: Ik ben droevig ("Sono dispiaciuto")
- italiano: Sono spiacente
- spagnolo: Perdóname ("Perdonami")
- giapponese: ごめんなさい Gomen nasai ("Scusa")
- hindi: Mujhe maaf karo ("Perdonami")
- polacco: Przepraszam ("Scusa")
- ebraico: "סליחה" Sleechah ("Scusa")
- inglese: Forgive me ("Perdonami").

Durante il Confessions Tour Sorry è stata eseguita come interludio video nella versione remixata dai Pet Shop Boys, ed è stata pubblicata sull'album The Confessions Tour uscito nel 2007.
Nel 2007 la canzone è stata premiata come "Successo internazionale dell'anno" agli Ivor Novello Awards di Londra.

## Recensioni
Eugenio Tovini di Musica & Dischi scrisse una recensione favorevole della canzone: "Certamente non stupisce che Madonna abbia scelto questa canzone come secondo estratto da Confessions on a Dancefloor. Sorry infatti è una delle tracce più azzeccate del suo nuovo fortunato lavoro e l'idea di coinvolgere i Pet Shop Boys nel remix inserendo alcune parti vocali di Neil Tennant non farà che contribuire alla longevità del suo ennesimo album di successo".

## Il singolo
Secondo estratto dell'album Confessions on a Dance Floor, il singolo è uscito il 17 febbraio 2006 nei Paesi Bassi, Germania, Italia e Irlanda e il 20 febbraio 2006 nel Regno Unito e in altre nazioni europee. Negli Stati Uniti e nel Canada il singolo è stato pubblicato il 28 febbraio. In Australia è stato pubblicato il 6 marzo.
Il brano ha raggiunto la vetta delle classifiche di mezza Europa, tra cui Grecia, Italia, dov'è rimasta in vetta per 3 settimane (oltre a contendersi con Sei nell'anima di Gianna Nannini la peak position delle trasmissioni radiofoniche); Spagna, Gran Bretagna e Norvegia e ha scalato la top ten in Francia, Australia, Germania e Irlanda. Molto meno fortunato è stato negli Stati Uniti, dove non è andato oltre la cinquantottesima posizione, pur tuttavia raggiungendo la prima posizione delle classifiche dance di Billboard.

### Tracce

#### CD singolo europeo
1. Sorry (Single Edit) — 3:58
2. Let It Will Be (Paper Faces Remix) — 7:28
3. Sorry (Man With Guitar Mix) — 7:25

#### Maxi CD singolo europeo
1. Sorry (Single Edit) — 3:58 1
2. Sorry (Man With Guitar Mix) — 7:25
3. Sorry (PSB Maxi Mix) — 8:36
4. Sorry (Paul Oakenfold Remix) — 7:15
5. Sorry (Green Velvet Remix) — 6:06
6. Let It Will Be (Paper Faces Vocal Edit) — 5:24

#### Maxi CD singolo americano, canadese, argentino, messicano, australiano
1. Sorry (Single Edit) — 3:58
2. Sorry (Man With Guitar Edit) — 6:04
3. Sorry (PSB Maxi-Mix) — 8:36
4. Sorry (Paul Oakenfold Remix) — 7:22
5. Sorry (Green Velvet Remix) — 6:07
6. Let It Will Be (Paper Faces Vocal Edit) — 5:24

#### CD singolo inglese
1. Sorry (Single Edit) — 3:58
2. Let It Will Be (Paper Faces Vocal Edit) — 5:24

#### Maxi CD singolo inglese
1. Sorry (Single Edit) — 3:57 1
2. Sorry (Man With Guitar Mix) — 7:25
3. Sorry (PSB Maxi Mix) — 8:34[10]
4. Sorry (Paul Oakenfold Remix) — 7:12
5. Sorry (Green Velvet Remix) — 6:05

#### 12" single europeo
1. Sorry (Album Version) — 4:41
2. Sorry (PSB Maxi Mix) — 8:36
3. Sorry (Paul Oakenfold Remix) — 7:15
4. Sorry (Green Velvet Extended Remix) — 6:07

#### Promo solo per MPE Digital Download
1. Sorry – 4:42

## Il video

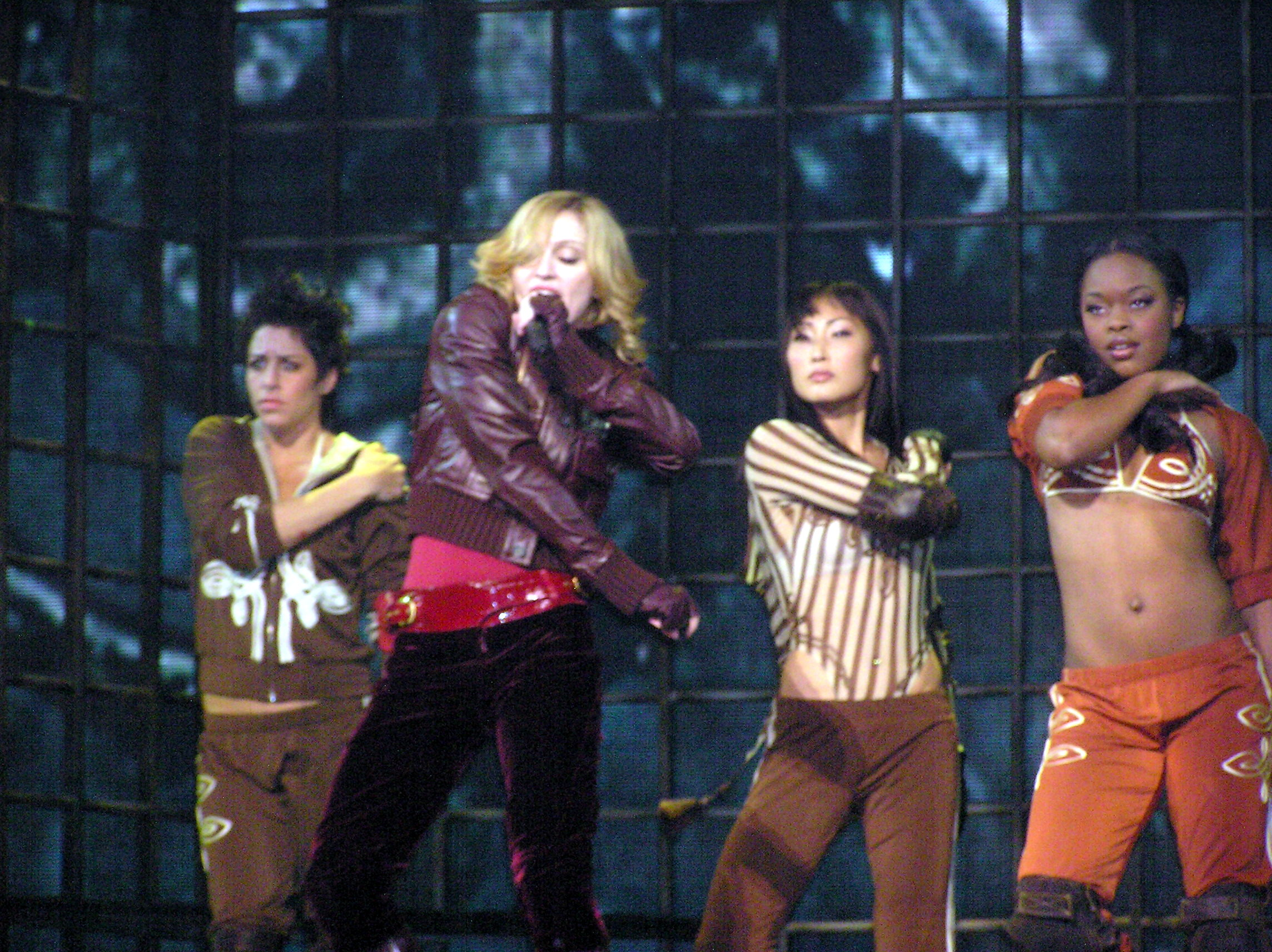
Madonna canta Sorry durante il Confessions Tour

Il video è una sorta di seguito del precedente video di Hung Up. È stato girato dalla popstar nel gennaio 2006 a Londra e diretto dal coreografo Jamie King. Nella prima parte Madonna indossa un body bianco e sceglie le persone con cui ballare e divertirsi nel suo pulmino stile disco. Tra i passanti in cui si imbatte la popstar c'è anche un aitante ragazzo in jeans attillati e tatuato che è strattonato a forza sulla vettura per divenire il nuovo bocconcino erotico di Madonna: le ballerine gli sfilano la t-shirt e altri indumenti e lo spingono seminudo verso la popstar, che lo scruta con appetito e posa il suo tacco sul torace scoperto e poi calciarlo via. Nella seconda parte esegue delle acrobazie all'interno di una gabbia. Nella terza parte pattina con il suo gruppo di amici e di amiche. Per realizzare questa scena Madonna, che non sa pattinare, si è affidata all'aiuto dei suoi ballerini. Qui Madonna sotto le luci da discoteca indossa un body luccicante simile ma viola. Parte della scena è ispirata al film di James Cameron, Titanic. Le coreografie sui pattini dell'ultima parte del video sono state riproposte dal vivo nel Confessions Tour per eseguire Music e Hung up. La versione di Sorry del video, è quella della versione unmixed di Confessions on a Dance Floor.

## Esecuzioni dal vivo
Sorry è stato eseguito dal vivo durante il Confessions Tour del 2006, sia come brano cantato, sia come interludio video alla fine della sezione "Urban-Beduin" del concert, nella versione remixata dai Pet Shop Boys.
Durante il concerto l'esibizione di Sorry riprende fortemente il video del brano, mentre l'interludio con il remix dei Pet Shop Boys è accompagnato da un video che mostra alcuni potenti del mondo: da Bush a Blair, da Berlusconi a Benedetto XVI, tutti responsabili, secondo l'opinione di Madonna, di fratture, tensioni, sfruttamento e prevaricazioni in un sistema già fortemente danneggiato.

## Remix
Per l'uscita del singolo sono stati arruolati diversi produttori per remixare la traccia.
Il remix più celebre è quello del duo inglese Pet Shop Boys: Madonna in persona li contattò nel 2005 in quanto voleva un loro remix per uno dei suoi brani. In seguito il duo rese pubblico sul proprio sito web che erano al lavoro per il remix di Sorry. Il remix si avvale di aggiunte musicali scritte dai Pet Shop Boys con l'aggiunta vocale del cantante Neil Tennant. Madonna ha dichiarato che il remix dei Pet Shop Boys è uno dei suoi preferiti della sua intera carriera.
Nel 2007 il remix è stato pubblicato nell'album di remix dei Pet Shop Boys Disco 4.
Altri remixer includevano Green Velvet e Paul Oakenfold.

## Classifiche
| Classifica (2006) | Massima posizione |
| ----------------- | ----------------- |
| Australia         | 4                 |
| Austria           | 8                 |
| Belgio (Fiandre)  | 8                 |
| Belgio (Vallonia) | 4                 |
| Danimarca         | 3                 |
| Finlandia         | 3                 |
| Francia           | 5                 |
| Germania          | 5                 |
| Irlanda           | 5                 |
| Italia            | 1                 |
| Norvegia          | 2                 |
| Nuova Zelanda     | 12                |
| Paesi Bassi       | 2                 |
| Polonia           | 1                 |
| Repubblica Ceca   | 2                 |
| Slovacchia        | 66                |
| Regno Unito       | 1                 |
| Russia            | 4                 |
| Stati Uniti       | 58                |
| Spagna            | 1                 |
| Svezia            | 7                 |
| Svizzera          | 4                 |
| Ucraina           | 58                |
| Ungheria          | 1                 |

## Classifica italiana
| Classifica di fine anno italiana (2006) | Posizione |
| --------------------------------------- | --------- |
| Classifica italiana                     | 8         |
| Classifica dei singoli                  | Posizione |
| Classifica italiana                     | 1         |

## Versioni ufficiali
- Album Version (Mixed) - 4:43
- Album Version (Unmixed) - 4:42 (iTunes Exclusive) [utilizzata per il video]
- Single Edit - 3:58
- Radio Version - 3:37 (Promo Only)
- MySpace Edit - 3:43 (Promo Only)
- Video Version - 4:42
- Pet Shop Boys Maxi Mix - 8:34
- Pet Shop Boys Radio Remix Edit - 4:32
- Pet Shop Boys Minimal Dub - 5:24 (un-released mix. Leaked in late October 2007)
- Pet Shop Boys Minimal Mix - 6:54 (Unreleased Mix. Leaked from www.petshopboys.co.uk)
- Man With Guitar Remix - 7:24
- Man With Guitar Vocal Edit - 6:02
- Green Velvet Remix - 6:05
- Green Velvet Remix Edit - 4:33 (iTunes Exclusive)
- Paul Oakenfold Remix - 7:12
- Paul Oakenfold Remix Edit - 5:06 (iTunes Exclusive)